# Courléon
Courléon ist eine französische Gemeinde mit 140 Einwohnern (Stand: 1. Januar 2022)  im Département Maine-et-Loire in der Region Pays de la Loire. Die Gemeinde gehört zum Arrondissement Saumur und zum Kanton Longué-Jumelles. Die Einwohner werden Courléonais genannt.

## Geografie
Courléon liegt etwa 22 Kilometer nordöstlich von Saumur in der Baugeois. Umgeben wird Courléon von den Nachbargemeinden Noyant-Villages im Norden, Gizeux im Osten, Bourgueil im Süden und Südosten, La Breille-les-Pins im Süden und Südwesten sowie Vernoil-le-Fourrier im Westen.

## Bevölkerungsentwicklung
| Jahr                       | 1962 | 1968 | 1975 | 1982 | 1990 | 1999 | 2006 | 2013 | 2018 |
| Einwohner                  | 311  | 273  | 224  | 192  | 165  | 126  | 143  | 158  | 146  |
| Quellen: Cassini und INSEE |      |      |      |      |      |      |      |      |      |

## Sehenswürdigkeiten
- Kirche Saint-Jacques und ehemaliges Priorat